# Фита Байиса
Фита Байиса — эфиопский легкоатлет, который специализировался в беге на 5000 метров. Победитель Всеафриканских игр 1991 года. Чемпион мира среди юниоров 1990 года. На Олимпиаде 1992 года занял 9-е место в беге на 10 000 метров. Серебряный призёр чемпионата Африки 1993 года на дистанции 10 000 метров. На олимпийских играх 1996 года занял 10-е место, а на Олимпиаде 2000 года 4-е место.
Победитель кроссовых пробегов Cross Internacional Juan Muguerza и Cross Internacional de Venta de Baños 1993 года.